# Brandon Smith (giocatore di football americano)
Brandon Nathaniel Smith (Contea di Henrico, 12 aprile 2001) è un giocatore di football americano statunitense che milita nel ruolo di linebacker e che è free agent. Al college ha giocato per Penn State.

## Carriera

### Carolina Panthers
Al college Smith giocò a football a Penn State. Fu scelto nel corso del quarto giro (120º assoluto) del Draft NFL 2022 dai Carolina Panthers. Debuttò nella gara del quinto turno contro i New York Jets mettendo a segno un tackle. La sua stagione da rookie si chiuse con 8 placcaggi in 12 presenze, di cui una come titolare.

### Philadelphia Eagles
Il 12 ottobre 2023 Smith firmò con la squadra di allenamento dei Philadelphia Eagles. Il 18 gennaio 2024 firmó da riserva/contratto futuro.
Smith non rientrò nel roster attivo iniziale per la stagione 2024 e il 27 agosto 2024 fu svincolato per poi essere aggregato alla squadra di allenamento il giorno successivo. Il 10 settembre fu svincolato.

### New York Jets
Il 24 settembre 2024 Smith firmò per la squadra di allenamento dei New York Jets. Il 2 ottobre fu svincolato.

### Las Vegas Raiders
Il 4 dicembre 2024 Smith firmò con la squadra di allenamento dei Las Vegas Raiders. Il 12 maggio 2025 fu svincolato.